# Örkelljunga (comune)
Örkelljunga è un comune svedese di 9 653 abitanti, situato nella contea di Scania. Il suo capoluogo è la cittadina omonima.

## Località
Nel territorio comunale sono comprese le seguenti aree urbane (tätort):
| # | Località         | Popolazione |
| - | ---------------- | ----------- |
| 1 | Örkelljunga      | 4.574       |
| 2 | Skånes-Fagerhult | 854         |
| 3 | Åsljunga         | 690         |
| 4 | Eket             | 448         |